# Nogarole Vicentino
Nogarole Vicentino é uma comuna italiana da região do Vêneto, província de Vicenza, com cerca de 995 habitantes. Estende-se por uma área de 9 km², tendo uma densidade populacional de 111 hab/km². Faz fronteira com Altissimo, Arzignano, Brogliano, Chiampo, San Pietro Mussolino, Trissino.

## Demografia
| Variação demográfica do município entre 1861 e 2011                               |
|                                                                                   |
| Fonte: Istituto Nazionale di Statistica (ISTAT) - Elaboração gráfica da Wikipedia |